# Pasimachus marginatus
Pasimachus marginatus är en skalbaggsart som beskrevs av Fabricius. Pasimachus marginatus ingår i släktet Pasimachus och familjen jordlöpare. Inga underarter finns listade i Catalogue of Life.